# Carolina League
La Carolina League est une ligue mineure de baseball composée d'équipes situées dans le Sud-Est des États-Unis. Elle est classée au niveau A, soit quatre niveaux en dessous de la Ligue majeure de baseball. Chaque équipe est affiliée avec une franchise de Ligue majeure, permettant le développement de joueurs avant leur arrivée au plus haut niveau.

## Histoire
La Carolina League est fondée en 1945 par deux formations de Caroline du Sud. Huit équipes originaires de cinq États forment aujourd'hui cette ligue qui compta jusqu'à douze membres.
Les huit équipes sont réparties dans deux divisions géographiques (Nord/Sud), dont les champions des deux demi-saisons s'affrontent en finale de division au meilleur des trois matches. Les deux champions de divisions s'affrontent ensuite au meilleur des sept matches pour la quête de la Mills Cup.

## Équipes de la saison 2022
| Division | Franchise                    | Ville          | État             | Stade (capacité)                    | Affilié à (depuis)             |
| -------- | ---------------------------- | -------------- | ---------------- | ----------------------------------- | ------------------------------ |
| Nord     | Mudcats de la Caroline       | Zebulon        | Caroline du Nord | Five County Stadium (6 500)         | Brewers de Milwaukee (2017)    |
| Nord     | Shorebirds de Delmarva       | Salisbury      | Maryland         | Arthur W. Perdue Stadium (5 200)    | Orioles de Baltimore (1997)    |
| Nord     | Wood Ducks de Down East      | Kinston        | Caroline du Nord | Grainger Stadium (4 100)            | Rangers du Texas (2017)        |
| Nord     | Nationals de Fredericksburg  | Fredericksburg | Virginie         | New Fredericksburg Ballpark (5 000) | Nationals de Washington (2020) |
| Nord     | Hillcats de Lynchburg        | Lynchburg      | Virginie         | Bank of the James Stadium (4 000)   | Indians de Cleveland (2015)    |
| Nord     | Red Sox de Salem             | Salem          | Virginie         | Salem Memorial Ballpark (6 300)     | Red Sox de Boston (2009)       |
| Sud      | GreenJackets d'Augusta       | North Augusta  | Caroline du Sud  | SRP Park (4 000)                    | Braves d'Atlanta (2021)        |
| Sud      | RiverDogs de Charleston      | Charleston     | Caroline du Sud  | Joseph P. Riley Jr. Park (6 000)    | Rays de Tampa Bay (2021)       |
| Sud      | Fireflies de Columbia        | Columbia       | Caroline du Sud  | Segra Park (7 501)                  | Royals de Kansas City (2021)   |
| Sud      | Woodpeckers de Fayetteville  | Fayetteville   | Caroline du Nord | Segra Stadium (4 786)               | Astros de Houston (2017)       |
| Sud      | Cannon Ballers de Kannapolis | Kannapolis     | Caroline du Nord | Atrium Health Ballpark (4 930)      | White Sox de Chicago (2001)    |
| Sud      | Pelicans de Myrtle Beach     | Myrtle Beach   | Caroline du Sud  | TicketReturn.com Field (4 875)      | Cubs de Chicago (2015)         |

## Palmarès
| - 1945 Danville - 1946 Raleigh - 1947 Raleigh - 1948 Martinsville - 1949 Burlington - 1950 Winston-Salem - 1951 Winston-Salem - 1952 Reidsville - 1953 Danville - 1954 Fayetteville - 1955 Danville - 1956 Fayetteville - 1957 Durham - 1958 Burlington - 1959 Wilson - 1960 Greensboro - 1961 Wilson - 1962 Kinston - 1963 Wilson - 1964 Winston-Salem - 1965 Tidewater - 1966 Rocky Mount - 1967 Durham - 1968 High Point-Thomasville - 1969 Raleigh-Durham - 1970 Winston-Salem - 1971 Peninsula - 1972 Salem |  | - 1973 Winston-Salem - 1974 Salem - 1975 Rocky Mount - 1976 Winston-Salem - 1977 Peninsula - 1978 Lynchburg - 1979 Peninsula - 1980 Peninsula - 1981 Hagerstown - 1982 Alexandria - 1983 Lynchburg - 1984 Lynchburg - 1985 Winston-Salem - 1986 Winston-Salem - 1987 Salem - 1988 Kinston - 1989 Prince William - 1990 Frederick - 1991 Kinston - 1992 Peninsula - 1993 Winston-Salem - 1994 Wilmington - 1995 Kinston - 1996 Wilmington - 1997 Lynchburg - 1998 Wilmington - 1999 Myrtle Beach et Wilmington - 2000 Myrtle Beach |  | - 2001 Salem - 2002 Lynchburg - 2003 Winston-Salem - 2004 Kinston - 2005 Frederick - 2006 Kinston - 2007 Frederick - 2008 Potomac - 2009 Lynchburg - 2010 Potomac - 2011 Frederick - 2012 Lynchburg - 2013 Salem - 2014 Potomac - 2015 Myrtle Beach - 2016 Myrtle Beach - 2017 Down East et Lynchburg - 2018 Buies Creek - 2019 Wilmington - 2020 Saison annulée en raison de la pandémie de Covid-19 - 2021 RiverDogs de Charleston - 2022 RiverDogs de Charleston - 2023 RiverDogs de Charleston |